# ضاحية بلكاد
بلاكاد رمزها «PL» (بالإنجليزية: Palakkad)‏ ، هو تقسيم إداري لدولة الهند تتبع ولاية كيرلا (بالإنجليزية: Kerala)‏ ، مركزها هو مدينة بلاكاد (بالإنجليزية: Palakkad)‏ عدد سكانها حسب تعداد سنة 2001 هو 2,617,072 ، مساحتها 4,480 كم² وكثافة السكان 584 لكل كم² .

## أعلام
- فيديا بالان